# Varick
Varick – miasto w Stanach Zjednoczonych, w stanie Nowy Jork, w hrabstwie Seneca.